# Буджамулла
Буджаму́лла (англ. Boodjamulla National Park) — национальный парк в районе Шир Берк, Квинсленд, Австралия. Ранее назывался Лаун-Хилл (англ. Lawn Hill National Park).

## География
Национальный парк находится на северо-западе австралийского штата Квинсленд. Буджамулла находится в 220 км от Берктауна (центр района) и в 1830 км от Брисбена (столица штата). Занимает территорию 2820 км². Основными достопримечательностями парка являются известняковые плато и песчаниковые хребты с глубокими ущельями.
Ущелье Лаун-Хилл, вырезанное непересыхающей рекой Лаун-Хилл-Крик — главная достопримечательность Буджамуллы. Оно прорезает песчаное плато Боденского хребта на восточной оконечности плато Баркли. Ущелье представляет собой оазис с пышной тропической растительностью.

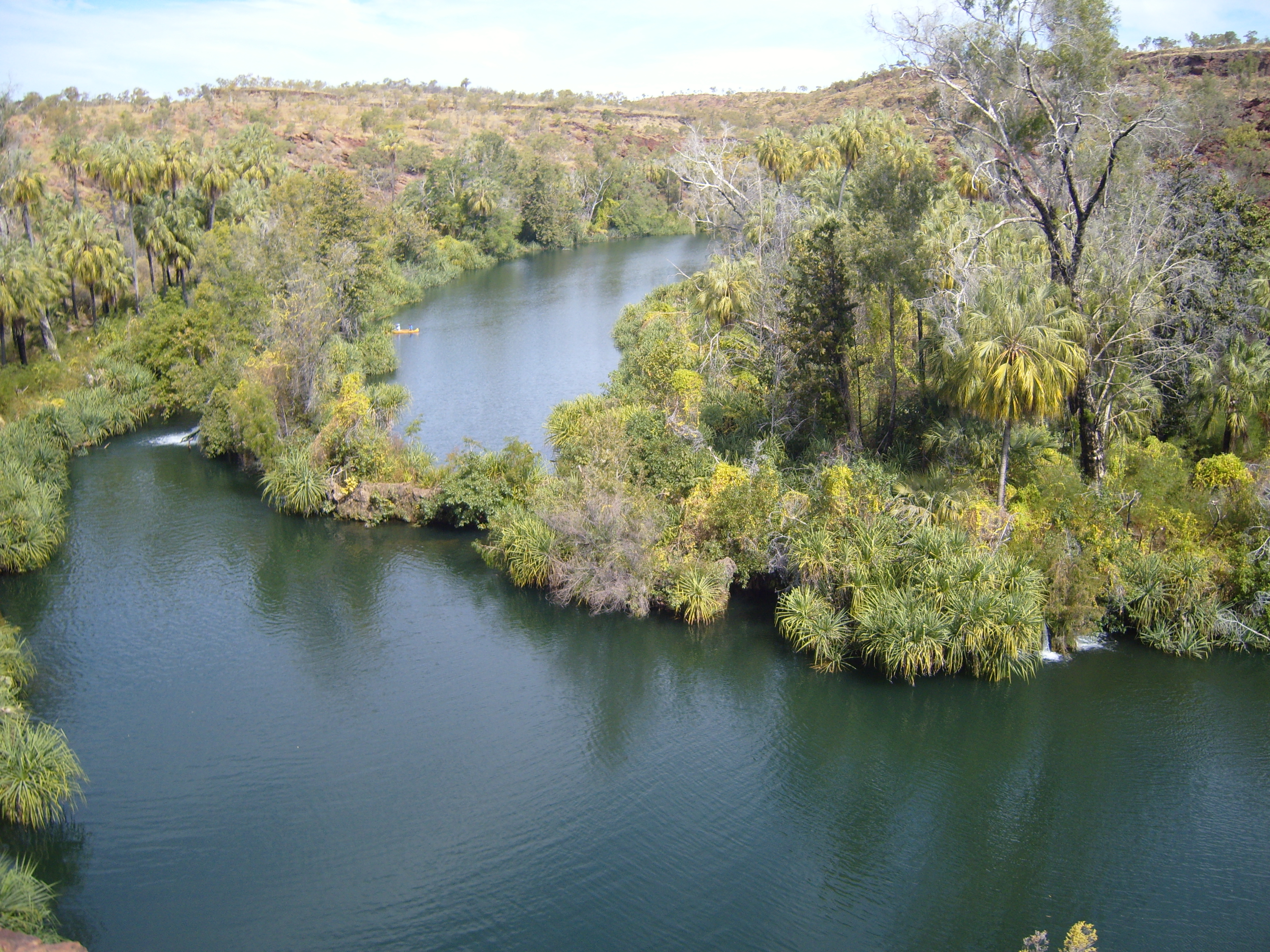
Водопад Индарри
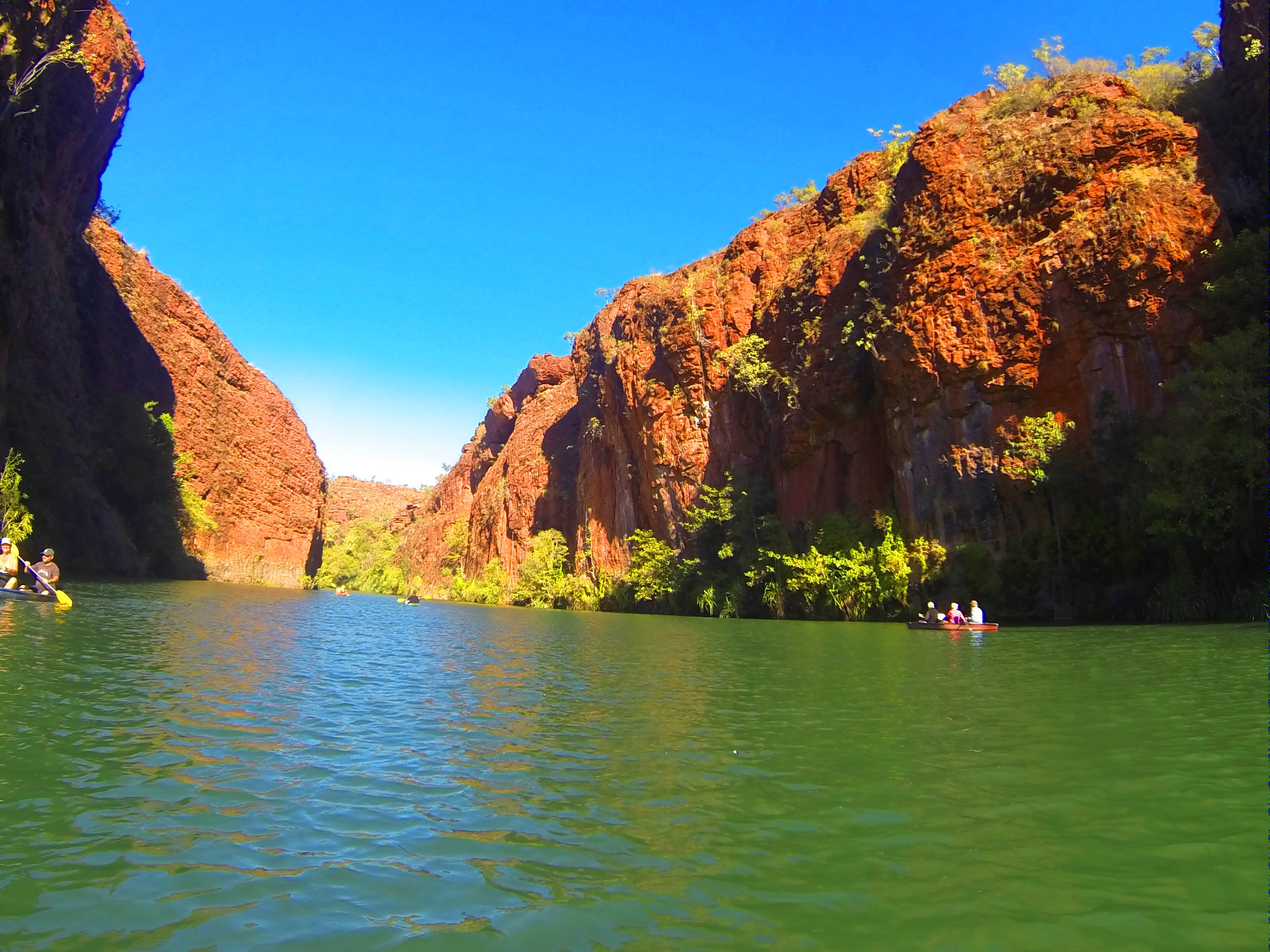
Ущелье Лоун-Хилл

## Флора
На песчаниковых холмах национального парка растут спинифексы, гревиллеи, акации и эвкалипты. Долины рек заняты регионами Mitchell Grass Downs (англ.).

Растительность ущелья Лоун-Хилл
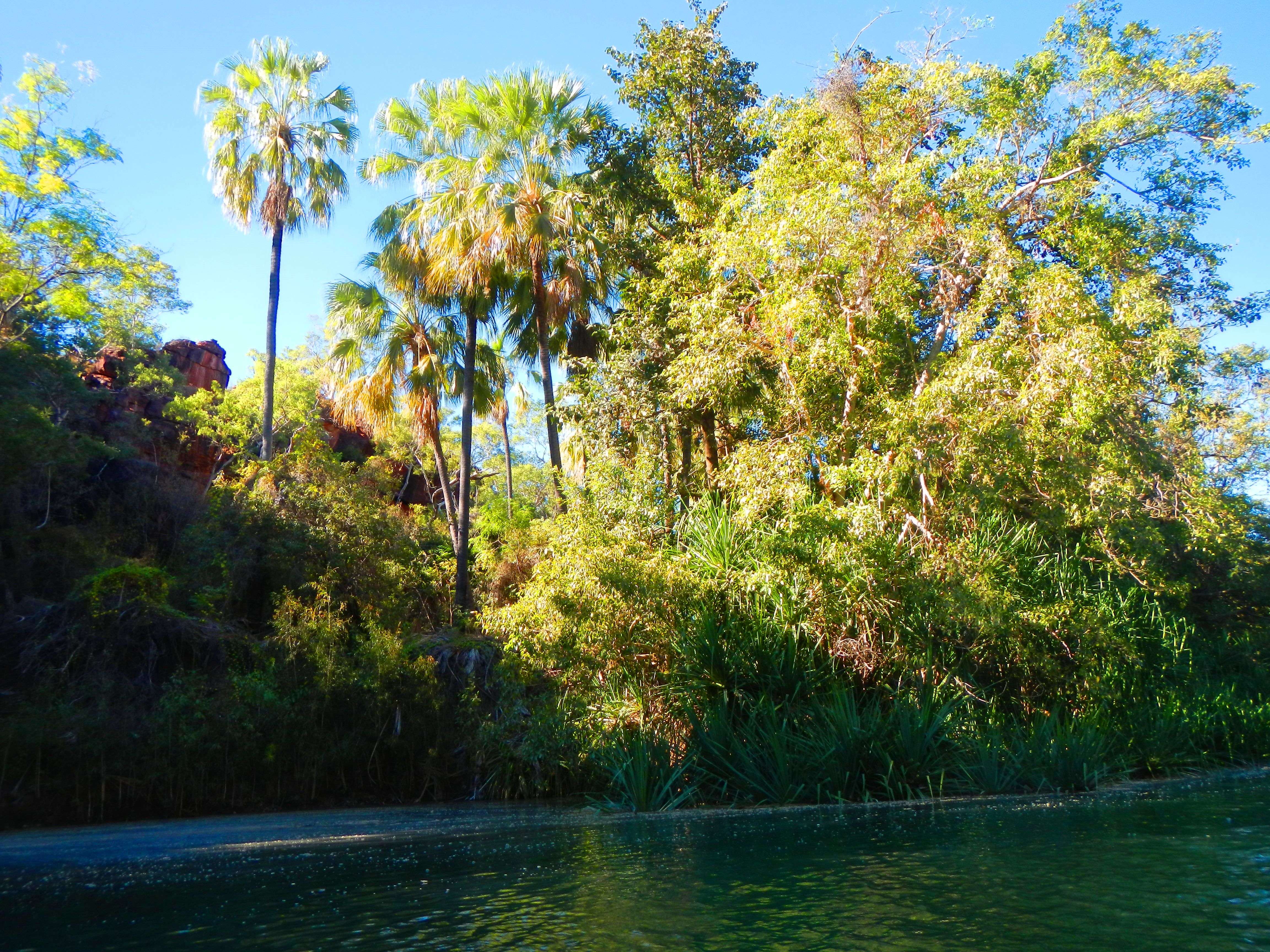
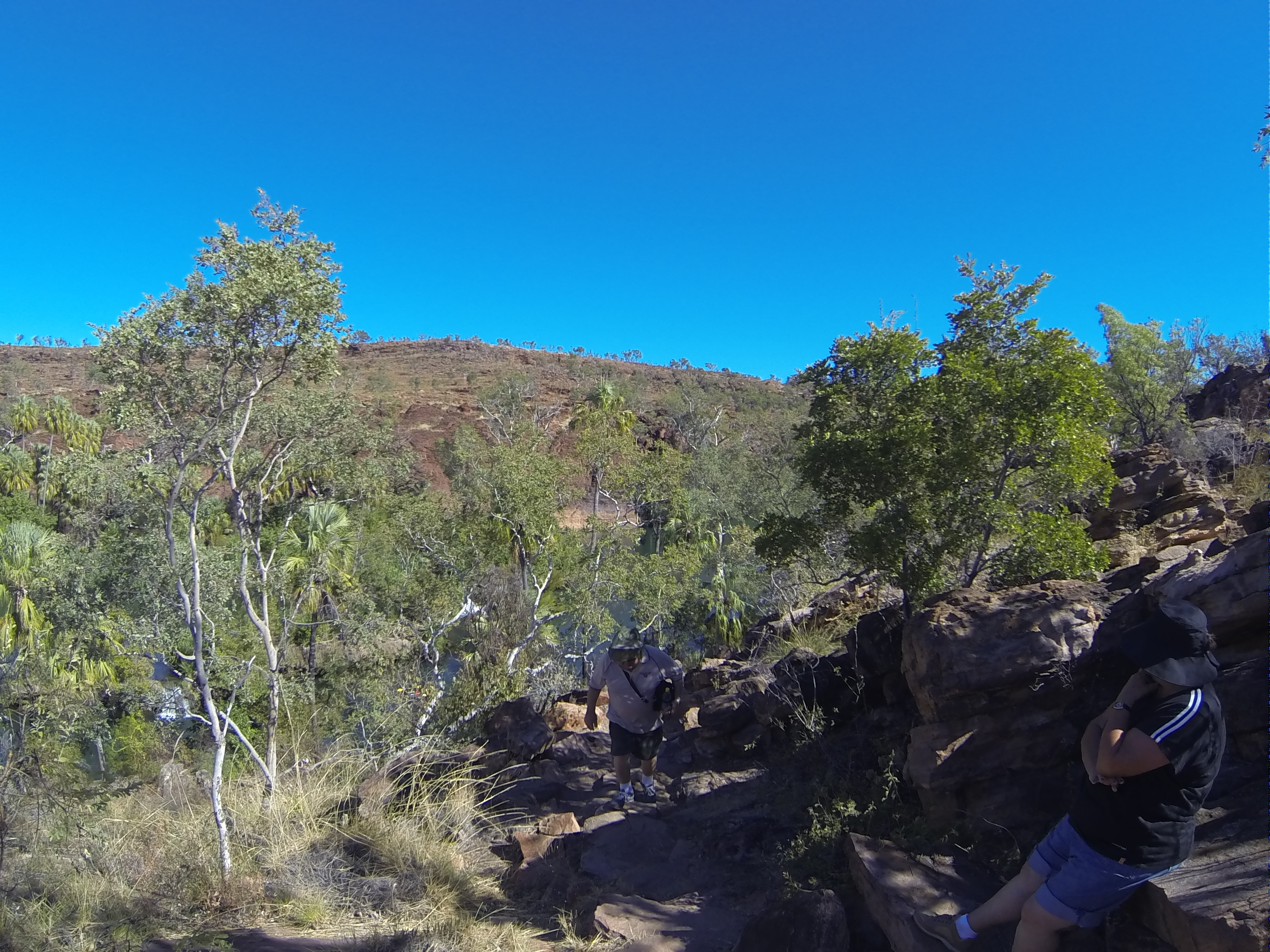
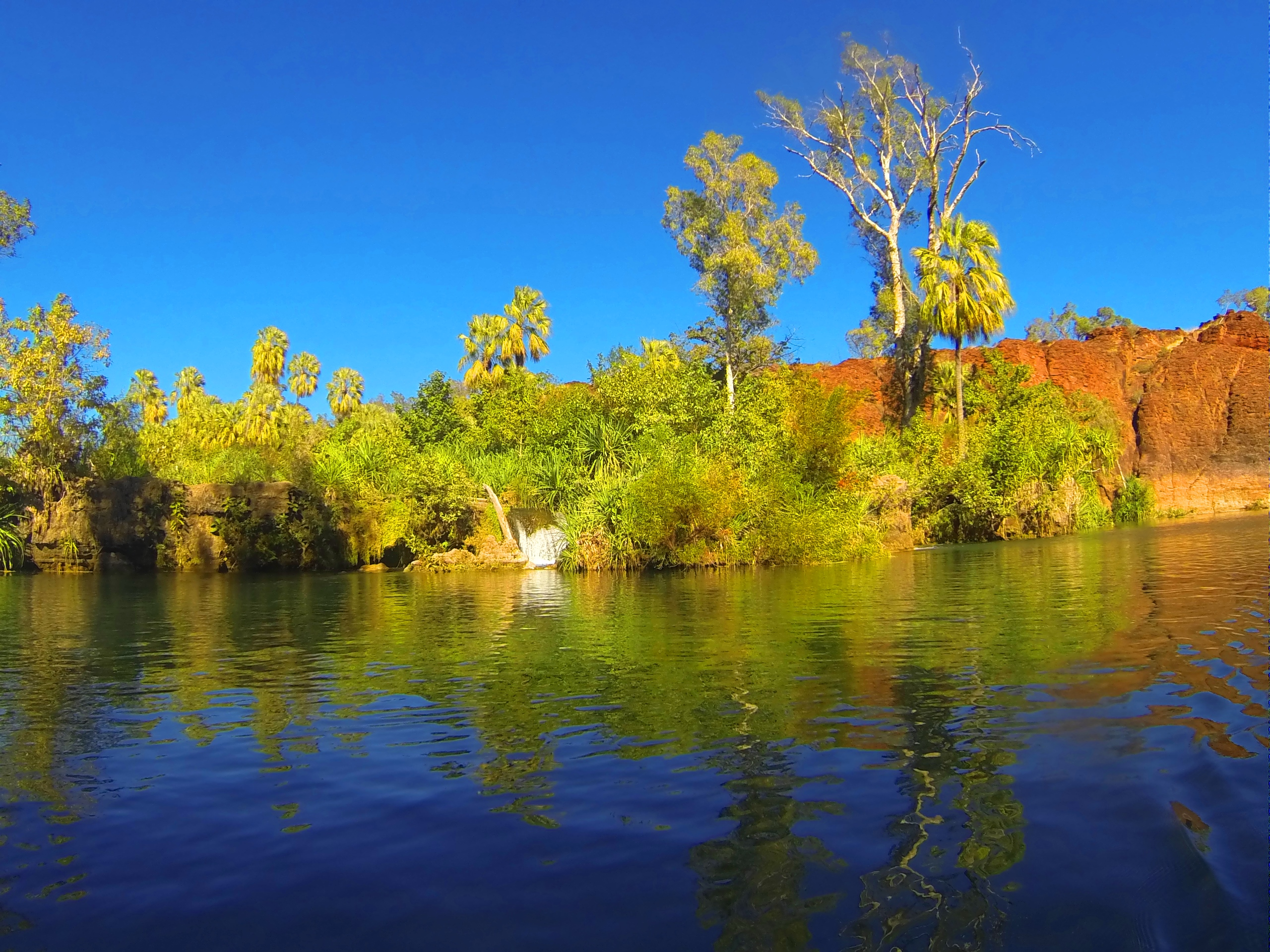

## Фауна
В ущельях национального парка можно встретить австралийских узкорылых крокодилов. Также Буджамулла является самым восточным районом распространения скалистого кускуса. В парке также можно встретить прыткого валлаби, оливкового питона, динго и ехидн. В чистых ручьях водятся рыбы-брызгуны и находящиеся под угрозой исчезновения краснобрюхие короткошейные черепахи. На территории Буджамуллы зарегистрировано более 140 видов птиц. В национальном парке запрещена рыбалка за исключением отдельных районов.

## Туризм
Национальный парк находится в 100 км к западу от городка Грегори. Туристический сезон с апреля по октябрь. Еду и воду посетителям рекомендуется привозить с собой. Палатки разрешено устанавливать в двух зонах: в ущелье Лоун-Хилл и на берегу реки Грегори. Для установки кемпинга требуется разрешение, которое нужно заказать заранее.